# Gros-bec voisin
Mycerobas affinis
Pour les articles homonymes, voir Gros-bec.
Espèce
Statut de conservation UICN

 LC  : Préoccupation mineure
Le Gros-bec voisin (Mycerobas affinis) est une espèce de passereaux appartenant à la famille des Fringillidae.

## Distribution
Nord du Pakistan, nord-ouest de l’Inde, Cachemire et toute la chaîne himalayenne (Himachal Pradesh, Népal, Bhoutan, Arunachal Pradesh) jusque dans l’ouest de la Chine (Seutchouan) et le nord du Myanmar. Hiverne dans le nord, le centre et l’ouest du Myanmar.
Un spécimen a été observé en janvier 1986 dans le nord de la Thaïlande et plusieurs en 2005-2006 dans le Singalila National Park dans le Bengale Occidental.

## Habitat
Il affectionne les forêts de chênes, de rhododendrons ou mixtes de conifères et de
feuillus à larges feuilles, errant occasionnellement dans les rhododendrons nains et les
buissons de genévriers au-delà de la ligne des arbres. Il se reproduit à plus haute altitude
que le gros-bec noir et jaune, de 2700 m à 4000 m, jusqu’à la limite des arbres.

## Alimentation
Son régime alimentaire se compose de graines d’arbres (charme Carpinus sp., pin du Yunnan Pinus yunnanensis), de fruits à coque et autres fructifications à enveloppe ligneuse, de baies d’argousier Hippophae rhamnoides et d’insectes.

## Mœurs
Ce gros-bec fréquente aussi bien la ramure des arbres que le niveau du sol pour rechercher sa nourriture. Hors période de reproduction, il constitue de petits groupes et se déplace dans un vol lourd et sinusoïdal. Il semble qu’il forme des groupes du même sexe pour jucher.

## Nidification
Le nid et les œufs n’ont, à ce jour, jamais été décrits, les rares observations suggérant une nidification en mai-juin.